# Darwinia repens
Darwinia repens är en myrtenväxtart som beskrevs av Alexander Segger George. Darwinia repens ingår i släktet Darwinia och familjen myrtenväxter. Inga underarter finns listade i Catalogue of Life.